# HNK Primorac Biograd na Moru
Hrvatski nogometni klub Primorac Biograd na Moru hrvatski je nogometni klub iz Biograda na Moru. Trenutačno se natječe u 3. NL – Jug.

## Vanjske poveznice
- Profil, HNS Semafor